# UFC Fight Night: Font vs. Garbrandt
UFC Fight Night: Font vs. Garbrandt (även UFC Fight Night 188, UFC on ESPN+ 46 och UFC Vegas 27) var en MMA-gala anordnad av UFC. Den ägde rum 22 maj 2021 vid UFC APEX i Las Vegas, NV, USA.

## Bakgrund
En bantamviktsmatch mellan före detta bantamviktsmästaren Cody Garbrandt och Rob Font var galans huvudmatch.

## Ändringar
En flugviktsmatch mellan Raulian Paiva och David Dvořák var tänkt att gå av stapeln på den här galan men Paiva ströks från kortet då han lades in på sjukhus på grund av problem med bantningen. Dvořák fick en ny motståndare i Juancamilo Ronderos som accepterade matchen med 24 timmars varsel.
En lättviktsmatch mellan Yancy Medeiros och Damir Hadžović var bokad, men ströks på matchdagen då  Hadžović enligt UFC hade "hälsoproblem".

### Invägning
Vid invägningen strömmad via Youtube vägde utövarna följande:
1. ↑  Ronderos tog matchen på 24 timmars varsel, missade invägningen och fick böta 20 % av sin purse till motståndaren.

## Resultat

### Bonusar
Följande MMA-utövare fick bonusar om 50 000 USD vardera:
- Fight of the Night: Jared Vanderaa vs. Justin Tafa
- Performance of the Night: Carla Esparza och Bruno Silva